# Vicente de Paula Tavares
Vicente de Paula Tavares (* 21. Januar 1972 in João Pinheiro) ist ein brasilianischer römisch-katholischer Geistlicher und Weihbischof in Brasília.

## Leben
Vicente de Paula Tavares studierte Philosophie und Theologie am Priesterseminar Nossa Senhora de Fátima in Brasília und empfing am 9. Dezember 2006 das Sakrament der Priesterweihe für das Erzbistum Brasília.
Nach der Priesterweihe war er zunächst in São Sebastião in der Pfarrseelsorge tätig. Von 2011 bis 2014 war er am Priesterseminar in Goiânia in der Priesterausbildung tätig und anschließend für ein Jahr Diözesanverantwortlicher für die Berufungspastoral sowie Pfarrvikar der Rosenkranzpfarrei in Brasília. Von 2016 bis 2021 war er Pfarrer der Pfarrei Sagrados Corações de Jesus e Maria (Heiligste Herzen Jesu und Mariae). Außerdem gehörte er dem Priesterrat und dem Konsultorenkollegium an. Ab 2022 war er Pfarrer der Pfarrei Herz-Mariae-Gemeinde in Brasília.
Papst Franziskus ernannte ihn am 19. März 2024 zum Titularbischof von Gergis und zum Weihbischof in Brasília. Der Erzbischof von Brasília, Paulo Cezar Kardinal Costa, spendete ihm und dem zeitgleich ernannten Bischof von Tocantinópolis, Carlos Henrique Silva Oliveira, am 1. Mai desselben Jahres in der Kathedrale von Brasília die Bischofsweihe. Mitkonsekratoren waren der Erzbischof von São Salvador da Bahia, Sérgio Kardinal da Rocha, und der Bischof von Luziânia, Waldemar Passini Dalbello.